# Вулиця Софії Стадникової (Тернопіль)
Вулиця Софії Стадникової — вулиця в мікрорайоні «Оболоня» міста Тернополя. Названа на честь української акторки і співачки Софії Стадникової.

## Відомості
Розпочинається від вулиці Торговиця, пролягає на південний захід, де з'єднується з іншою частиною пішохідним переходом через залізничну колію. Продовження вулиці пролягає на південь до вулиці Чернівецької, де і закінчується. На вулиці розташовані переважно приватні будинки, є кілька багатоповерхівок.

## Медицина
- Аптека №2 (Софії Стадникової, 1)
- Клініка професора Стефана Хміля (Софії Стадникової, 9)

## Освіта
- Дитячий садок №38 (Софії Стадникової, 22)

## Транспорт
Рух вулицею — двосторонній, дорожнє покриття — асфальт. Громадський транспорт по вулиці не курсує, найближчі зупинки знаходяться на вулиці Торговиця.